# Dana Vollmer
Dana Vollmer, född 13 november 1987 i Syracuse, New York är en olympisk och tidigare världsmästare från USA. Hon har bland annat simmat för USA under Olympiska Spelen 2004. Hon började inledningsvis simma för University of Florida, innan hon bytte till University of California, Berkeley.